# Landet med de tusen namnen
Landet med de tusen namnen är en skönlitterär ungdomsbok från 2007 skriven av Johanna Nilsson, illustrerad av Charlotta Björnulfson och utgiven av Rabén & Sjögren. Boken rör sig i gränslandet mellan verklighet och fantasy och handlar om 10-åriga Kim som hittades i en korg utanför ett sjukhus som nyfödd. En dag kommer ängeln Sandro och hennes liv förändras.